# Случај 39
Случај 39 (енгл. Case 39) је амерички психолошки хорор, снимљен 2009. године.

## Улоге
| Глумац            | Улога                |
| ----------------- | -------------------- |
| Рене Зелвегер     | Емили Џенкинс        |
| Џодел Ферланд     | Лилит "Лили" Суливан |
| Ијан Макшен       | Мајк Барон           |
| Бредли Купер      | Даглас Амес          |
| Калум Кит Рени    | Едвард Суливан       |
| Кери О'Мали       | Маргарет Суливан     |
| Адријан Лестер    | Вејн                 |
| Џорџија Крејг     | Денис                |
| Синтија Стивенсон | Ненси                |
| Александер Конти  | Дијего               |